# Nicole Green
Nicole Green, ameriška atletinja, * 28. oktober 1971, ZDA.
Ni nastopila na poletnih olimpijskih igrah. Na svetovnih prvenstvih je osvojila naslov prvakinje v štafeti 4×400 m leta 1995.